# Tân Phú Đông (xã)
Tân Phú Đông là một xã thuộc tỉnh Đồng Tháp, Việt Nam.

## Địa lý
Xã Tân Phú Đông có vị trí địa lý:
- Phía đông giáp Biển Đông.
- Phía tây giáp xã Tân Thới.
- Phía nam giáp tỉnh Vĩnh Long, ranh giới là sông Cửa Đại.
- Phía bắc giáp các xã Long Bình, Tân Hòa và Gò Công Đông; ranh giới là sông Cửa Tiểu.

Xã Tân Phú Đông có diện tích 175,15 km², dân số năm 2025 là 23.630 người, mật độ dân số đạt 134 người/km².

## Lịch sử
Ngày 16 tháng 6 năm 2025, Ủy ban Thường vụ Quốc hội ban hành Nghị quyết số 1663/NQ-UBTVQH15 về việc sắp xếp các đơn vị hành chính cấp xã của tỉnh Đồng Tháp năm 2025. Theo đó, sắp xếp toàn bộ diện tích tự nhiên, quy mô dân số của các xã Phú Thạnh, Phú Đông và Phú Tân thành xã mới có tên gọi là xã Tân Phú Đông.
Sau khi sáp nhập, xã Tân Phú Đông có 175,15 km² diện tích tự nhiên và dân số 23.630 người.